# قبر إيمو
قبر إيمو قرية سوريّة تتبع إداريّاً لمحافظة حلب منطقة منبج ناحية مركز منبج، بلغ تعداد سكانها 453 نسمة حسب التعداد السكاني لعام 2004.